# Der Urschrei
Der Urschrei (englisch The Primal Scream) ist der deutschsprachige Titel des ersten Buchs des US-amerikanischen Psychologen Arthur Janov. Es wurde Anfang der 1970er-Jahre in verschiedenen Sprachen veröffentlicht und erlangte internationale Aufmerksamkeit. Der Urschrei ist ein psychologiegeschichtlich wichtiges und zu seiner Zeit stark diskutiertes Buch, das die Grundlage zum Verständnis der von Janov entwickelten Primärtheorie (engl. Primal Theory) ist.

## Inhalt
In seinem Erstlingswerk beschreibt der Autor seine Erlebnisse mit einigen seiner Patienten und seine Schlussfolgerungen und Überlegungen. Auf dieser Basis entwickelte er eine neuartige psychotherapeutische Behandlungsmethode, die er „Primal Therapy“ nannte. Janov, der einige Jahre als Therapeut Freudscher Richtung tätig war, schildert in dem Buch, wie er durch Reaktionen von Patienten zu der Einsicht gelangte, dass die Entdeckung des von ihm als „Primal Pain“ („primärer Schmerz“, „Primärschmerz“, „Urschmerz“) bezeichneten Phänomens „das Wesen der Psychotherapie, wie sie jetzt bekannt ist, verändern“ könne. Laut Janov ist dieses Phänomen verantwortlich für eine Reihe sogenannter physischer und psychischer Beeinträchtigungen.

## Wirkung
Das Buch hatte einen maßgeblichen Einfluss auf den Zeitgeist der 1970er- und 1980er-Jahre. Einige Werke der Populärkultur basieren darauf. Beispielsweise ist das erste Album von John Lennon mit der Plastic Ono Band (John Lennon/Plastic Ono Band) eine mediale Umsetzung von Lennons persönlichen Erfahrungen seiner Primärtherapie bei Arthur Janov. Eine schottische Band benannte sich nach dem Originaltitel des Buchs Primal Scream und die in den 1980er-Jahren populäre Band Tears for Fears verarbeitete in ihrem ersten Album The Hurting ebenfalls Eindrücke primärtherapeutischer Erfahrungen.

## Zitat
„Dem leidenden Neurotiker, der vielleicht glaubt, die Primärtherapie sei zu umwerfend oder zu schwierig, um sie durchzumachen, möchte ich nur sagen, daß die herkulische Aufgabe darin besteht, zu sein, was man nicht ist. Man selbst zu sein ist das Allereinfachste.“